# Home (アンジェラ・アキのアルバム)
『Home』（ホーム）は、2006年6月14日に発売されたアンジェラ・アキのメジャー1枚目のアルバム。発売元はエピックレコードジャパン。

## 解説
- 日本での初のアルバム。メジャーデビュー後、初のオリジナル・アルバム。それまでアメリカ・日本のインディーズレーベルで各1枚ずつアルバムをリリースしたが、本作はメジャーレーベルからのアルバム発売となった。
- DVD付初回限定盤[1]と通常盤[2]の2形態で発売。
- 初回限定盤には、既発シングル4枚のミュージック・ビデオ、『ファイナルファンタジーXII』オリジナルムービーと「This Love」のライブ映像をそれぞれ収録。即完売となった。
- 本作は過去作で恒例であった、自身による日本語訳詞の洋楽カバー曲が一切収録されていない。
- 本作におけるシングル・C/W曲はシングル「HOME」収録「奇跡」1曲のみで、他3枚のカップリング曲は未収録。
- シングル「Kiss Me Good-Bye」「This Love」のヒット、さらには5月27日にアメリカ合衆国シカゴのローズモンシアターにて行なわれた海外でも有名なゲーム音楽の曲をオーケストラで演奏するコンサート『PLAY!』への出演など、多くのプロモーションを行い、発売週は宇多田ヒカルの『ULTRA BLUE』に次ぐオリコンウィークリーアルバムチャート2位を記録。現在までに約60万枚を売り上げた。

## Disc 1　CD
- 作詞・作曲：アンジェラ・アキ（特記以外） 作曲：アンジェラ・アキ、植松伸夫（#1） ストリングスアレンジ：河野伸（#1,2,3,5）、編曲：アンジェラ・アキ、松岡モトキ、阿部尚徳

1. Kiss Me Good-Bye
スクウェア・エニックス制作PlayStation 2用ゲームソフト『ファイナルファンタジーXII』挿入歌、および3rdシングル。
メジャーデビュー前からライブでは幾度か披露されるも、ゲームの発売時期になるまで音源化は見送られていた。作曲がファイナルファンタジーシリーズゆかりの植松伸夫とあって、シングル化の際には発売前から注目度が高く、この曲で自身初のオリコントップ10入りを果たし、前述の『PLAY!』ではVOICES music from FINAL FANTASYコンサートに引き続きアーニー・ロスのタクトのもと、ピアノ弾き語りを披露。地元の歌手でもなかなかなしえることの出来ない、スタンディングオベーションが起き、5千人の観客を絶賛させたこともテレビで報道され話題になった。弾き語りスタイルを全面に押し出している中でこの曲を最初にしたのには「ピアノと歌のアルバムである」というコンセプトからピアノのイントロでなおかつ弾き語りの穏やかなイメージを壊す意味での1曲目であることを語っている。
2. Love Is Over Now
MBS・TBS系『世界ウルルン滞在記』エンディングテーマ。アルバム発売直後にタイアップが決定した。
3. 心の戦士
中京テレビ『中京テレビニュースプラス1』エンディングテーマ、および2ndシングル。
リリース前から既にライブでは何度か披露されていたが、1stシングル『HOME』の発売から約半年経ってようやくの2ndシングルとなった。タイアップは地方番組のテーマソングのため、事実上ノンタイアップながらも、初回盤付属の『ファイナルファンタジーXII』のトレイラー映像や収録曲「Eyes On Me」のカバーなどが話題となり、発売翌日のオリコンデイリーチャートで9位を記録した。
4. MUSIC
アルバムからの先行披露としてライブでは『This Love』の発売前後からよく演奏されていた。ライブではまず同じアレンジで披露されることはなく、ショートバージョンであったり、最後の「I hear the music」の後に歌詞が追加されていることもある。
5. This Love
MBS・TBS系全国ネットアニメ『BLOOD+』エンディングテーマ、東宝東和全国ロードショー韓国映画『デイジー』日本版イメージソング、NHK『サラリーマンNEO』内コーナー「angel A」挿入歌、および4thシングル。
アルバムの先行シングルとしてリリースされた。最初はアニメ『BLOOD+』のエンディングテーマとしてのタイアップのみだったが、後に韓国映画『デイジー』の日本版イメージソングとしても起用され、一つのタイアップが継続中にもう一つのタイアップが付くこととなった。
6. お願い
曲そのものはデビューする4年以上前から出来ていたと言う楽曲。ライブでも何度か披露されていた。ピアノの音源は4年前のデモ音源がそのまま使用されている。これはスタジオで取り直したものがゴージャス過ぎて素朴さがなくなってしまった事を本人が嫌ったため。
7. 宇宙
本作で最も楽曲制作が難航した曲でもあり、最も初期の段階ではX JAPANの楽曲『ART OF LIFE』のような30分近い大作であったが、アルバムの一曲として収録するために試行錯誤が繰り返され、現在のアルバムバージョンへと変化した楽曲であると言う。武道館ライブでは楽曲の雰囲気をそのまま表現するかのようにキャンドルを使った神秘的な演出が用いられている。前述の『ART OF LIFE』を製作者のYOSHIKIは「宇宙」と表現している。2013年のファンクラブツアーの福岡公演では、客の一人がステージ上のピアノで｢宇宙｣と｢エミリー｣を演奏しアンジェラ・アキ本人が歌うという当初の企画に全くないサプライズがあったが、本人もスタッフも予想していなかったことであったため本人が歌詞を忘れるというハプニングが起こり、会場は大いに盛り上がった。前例のない伝説のライブとなった。
8. Rain
元々は前作『ONE』に収録されていた楽曲。ここではリアレンジされ、ドラムやアコースティックギターなどを追加した編成で収録されている。本人曰く、「ライブで何度も披露してきて成長した「Rain」」であると言う。
9. 奇跡
メジャーデビューシングル『HOME』収録曲。ドラム、ベース、ピアノと比較的少ない楽器で構成されている。元々前作『ONE』の頃に完成していた楽曲であったが、ロック感を出すためにドラムやベースを組み込みたいという意向から当時は発表が見送られた経緯がある。
10. 大袈裟に「愛してる」
完全ピアノ弾き語りのみの楽曲。この曲ではクレジット上に表記されているのは自身のボーカルとピアノのみで、前作『ONE』の流れ、およびライブでのスタイルを意識した収録となっている。
11. ハレルヤ
武道館ライブまでは一度もライブ演奏されることがない楽曲でもあった。ライブ披露時はサビのコーラスを会場一体となって斉唱する。
12. HOME
自身のメジャーデビューシングルであり、本作のタイトル曲。アンジェラ自身が故郷徳島を想って描いた曲。
13. Your Love Song
本作では2曲目のピアノ弾き語り楽曲にして、唯一の全英語詞。 この曲もデビューの4年以上前から温めていた楽曲で、「ピアノイントロで始まりピアノに終わるアルバムとして完結させるためにこの位置に配置している」と語っている。本人にとってあまりに思い入れの強すぎる楽曲であるためにライブでは披露できない曲の一つであるとしており、ライブ終了後のSEとして使われることが多い。

## Disc 2　初回限定盤DVD
1. HOME ミュージック・ビデオ
2. 心の戦士 ミュージック・ビデオ
3. Kiss Me Good-Bye ミュージック・ビデオ (ファイナルファンタジーXII + アンジェラ・アキ コンピレーション・ビデオ)
4. This Love ミュージック・ビデオ
5. ファイナルファンタジーXII 完全オリジナル・ムービー ～Final Edition～
6. This Love ライブ・パフォーマンス (5/7 Sony Music Anime Fes.)

## 参考資料
- アルバム本体のブックレット
- 各種インタビュー記事

## 参加ミュージシャン
- アンジェラ・アキ：Vocal, Piano
- 松岡モトキ
  - Electric Guitar (#1.3.4.5.7.12)
  - Acoustic Guitar (#3.4.5.8.11.12)
  - Tambourine (#8)
  - Chorus (#1.4.11)
- 村石雅行：Drums (#1.3.4.5.7.8.11.12)
- 沖山優司：Bass (#1-5.7.8.9.12)
- 弦一徹ストリングス：Strings (#1.2.3.5)
- 河野伸：Strings Arrangement (#1.2.3.5)
- 小西昭次郎：Drums (#2)
- 伊藤隆博
  - Hammond Organ (#2.8.12)
  - Keyboards (#4.7.11)
  - Trombone (#7)
- 阿部尚徳：Programming (#4.7.11)
- 土屋玲子：Violin (#4)
- 永山利彦：Cello (#6)
- 佐野康夫：Drums (#9)
- 阿部光一郎：Bass (#11)
- 八橋義幸：Electric Guitar (#11)